# SimThyr
SimThyr ist ein freies dynamisches Simulationsprogramm der Schilddrüsenhomöostase. Die quelloffene Software beruht auf einem nichtlinearen Modell des Hypophysen-Schilddrüsen-Regelkreises. Neben Simulationen in der Zeit-Domäne erlaubt sie auch Untersuchungen mit verschiedenen Methoden der Sensitivitätsanalyse. Die Simulations-Engine unterstützt mehrere Threads und Prozessor-Kerne. Die graphische Benutzeroberfläche von SimThyr ermöglicht die Visualisierung von Zeitreihen, die Modifikation konstanter Strukturparameter des Regelkreises (u. a. um bestimmte Erkrankungen zu simulieren), die Speicherung von Parametersätzen als XML-Dateien (in der Terminologie von SimThyr als "Szenarien" bezeichnet) und den Export der Simulationsergebnisse in verschiedenen Formaten, u. a. für die Auswertung mit statistischer Software. Der Einsatzzweck des Programms liegt u. a. in Bildung und In-silico-Forschung.

## Mathematisches Modell
Das der Software zugrundeliegende Modell berücksichtigt grundlegende biochemische, physiologische und pharmakologische Prinzipien, u. a. Michaelis-Menten-Kinetiken, nicht-kompetitive Hemmung und empirisch ermittelte kinetische Parameter. Das Modell wurde in Studien mit gesunden Versuchspersonen und in Kohorten mit Hypothyreose und Thyreotoxikose validiert.

## Wissenschaftliche Anwendungen

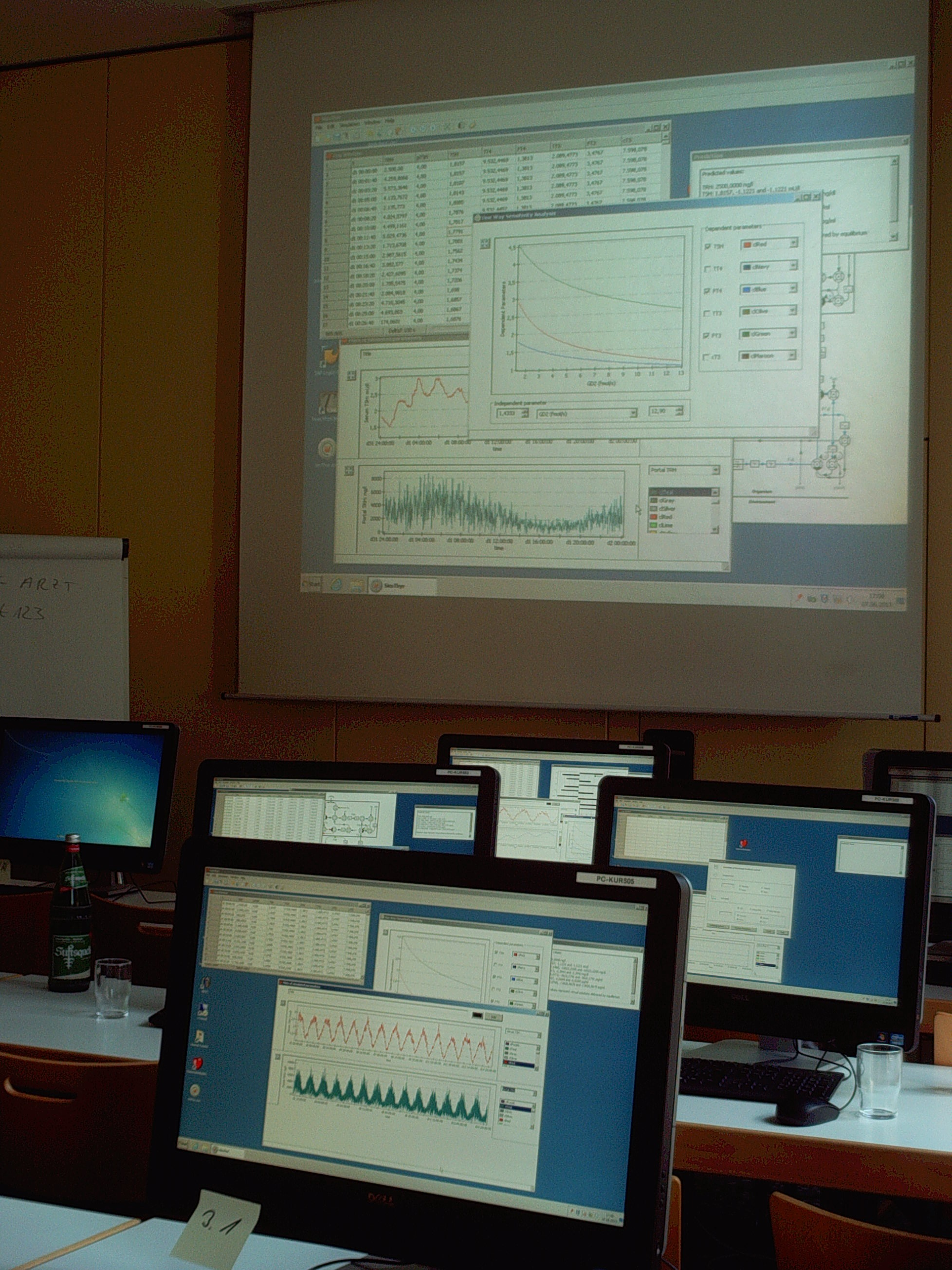
Einsatz von SimThyr für Bildungszwecke in einem Computerlernraum

Mehrere Studien haben SimThyr für in-silico-Untersuchungen der Schilddrüsenregulation eingesetzt.
Die ursprüngliche Version wurde u. a. entwickelt, um Hypothesen über die Genese der pulsatilen TSH-Sekretion zu überprüfen. Spätere Versionen der Software wurden für die Entwicklung der Theorie des TSH-T3-Shunts in der Schilddrüsenhomöostase, für die Validierung berechneter Parameter des Regelkreises wie der Sekretionsleistung der Schilddrüse (SPINA-GT) und der Summenaktivität peripherer Dejodinasen (SPINA-GD) sowie zur Untersuchung allostatischer Mechanismen, die zum Non-Thyroidal-Illness-Syndrom führen, eingesetzt.
Studien mit SimThyr haben auch gezeigt, dass die Freisetzung von TSH neben T4 durch zahlreiche weitere Faktoren beeinflusst wird und dass sich die Beziehung zwischen T4-Konzentration und TSH bei Euthyreose, Hypothyreose und Thyreotoxikose unterscheidet.

## Öffentliche Wahrnehmung, Diskussion und Rezeption der Software
Da SimThyr freie Software ist, steht der Quelltext allgemein zur Verfügung, was den wissenschaftlichen Diskurs und die Bewertung des zugrundeliegenden Modells erleichtert. Die freie Verfügbarkeit hat darüber hinaus ökonomische Vorteile.
SimThyr hat einen Editor, der die Modifikation der meisten Strukturparameter und damit die systematische Untersuchung von Variationen erlaubt. Diese Funktionalität ermöglicht die Simulation verschiedener Funktionsstörungen der Schilddrüse und der Hypophyse. Sznerian können als MIRIAM- und MIASE-kompatible XML-Dateien gespeichert werden.
Andererseits wurden die Komplexität der Benutzeroberfläche und die mangelnde Unterstützung der Simulation therapeutischer Effekte kritisiert.